# Zalea minor
Zalea minor är en tvåvingeart som först beskrevs av Mcalpine 1982.  Zalea minor ingår i släktet Zalea och familjen Canacidae. Inga underarter finns listade i Catalogue of Life.